# Pepe Serret Borda
José Serret Borda, conocido como Pepe Serret (Vallfogona de Balaguer, Lérida, 17 de junio de 1941-Barcelona, 25 de enero de 1993), fue un economista y empresario español.Director de varias empresas del sector alimentario, promotor de colegios y gestor de varias Escuelas Familiares Agrarias.

## Biografía

### Formación académica
Cursó sus primeros estudios en la escuela de Vallfogona de Balaguer y los continuó en la escuela de los Hermanos de La Salle, en Reus. En Tarrasa realizó estudios de Ingeniero Técnico Industrial, complementando su formación académica con un máster de Esade y el Programa de alta Dirección de Empresas (PADE) en el IESE (Barcelona).

### Trayectoria profesional
Su carrera profesional comenzó en las empresas Agut S.A. (Tarrasa), y matadero Sami  (Balaguer). En 1969 se incorporó a la empresa Granja Castelló (Mollerusa), y posteriormente fue nombrado director de la factoría de Lecherías del Noroeste S.A (Lenosa)  en León, donde trabajó nueve años. En 1977 regresó a Mollerussa, como Director Gerente, de Leche el Castillo, cargo que ocupó hasta 1991. El 1 de enero de 1992 ingresó en Nestlé AEPA, y asumió el cargo de Director Gerente de Productos del Café S.A. (Reus).
Paralelamente a su trabajo profesional, en 1979 forma parte del grupo promotor del colegio Arabell, perteneciente en aquel momento a Fomento de Centros de Enseñanza, desde donde se implicó en la puesta en marcha del centro docente, que comienza su singladura (15 de septiembre de 1979) de manera provisional en Raimat, un elegante edificio modernista que se había utilizado durante años como la escuela para las niñas del pueblo; y la continua (2 de octubre de 1980) en su sede definitiva, en la carretera de Lérida a Huesca.

### Vida personal
En 1965 contrajo matrimonio con Roser Simó Cima, con quien tuvo once hijos: María de los Ángeles, María del Carmen, Roser, Jaime, Toni, Josep, Jordi, Kiko, Rafa, Mariona y Joan.
En mayo de 1980 solicitó su admisión en el Opus Dei como miembro Supernumerario. Al fallecer, sus amigos y compañeros recopilación un centenar de semblanzas en un libro: Pepe Serret: Recuerdos de sus amigos.Años más tarde aparecería la primera biografía de Pepe Serret: Himno a la vida, 1ª ed., 2000. Biografía del empresario Josep Serret Borda (1941-1993).
Falleció en accidente de tráfico el 25 de enero de 1993, cuando regresaba de Madrid y se dirigía a una reunión de padres, en el colegio de sus hijos.